# Falsomalthinus shillongensis
Falsomalthinus shillongensis is een keversoort uit de familie soldaatjes (Cantharidae). De wetenschappelijke naam van de soort werd in 1982 gepubliceerd door Brancucci.